# Rivula bioculatis
Rivula bioculatis là một loài bướm đêm trong họ Erebidae.